# Morgana le Fay (Bonelli Comics)
 Ovo je glavno značenje pojma Morgana le Fay (Bonelli Comics). Za druga značenja pogledajte Morgana le Fay (razdvojba).
Morgana le Fay je izmišljeni lik, negativac u stripu Martin Mystère. Utemeljena je na istoimenoj osobi iz legendi o kralju Arthuru. Ona je zla čarobnica velikih moći.

## Biografija
Morgana le Fay je sestra kralja Arthura, kojemu je čarobnjak Mirdin/Merlin dao čarobni mač Excalibur kojim je ovaj otjerao došljake iz svemira koji su porobili stanovništvo keltske Britanije i podigli Stonehenge. Merlin, kao čuvar Avalona tj. "vremenske komore" iz vremena rata Atlantide i Mua, posjedovao je brojne magične i znanstvene spoznaje, koristeći ih za dobrobit planeta Zemlje. No Morgana, željna moći, urotila se s demonima iz Annwna kako bi oni na Zemlji stvorili Wasteland, stanje potpune pustoši, čime je je otpočeo beskrajni magijski rat između sila dobra i zla.
Morgana je nekoliko puta pokušala Arthuru ukrasti Excalibur, ali ju je Merlin u tome spriječio. Tijekom jednog od tih magijskih dvoboja, Merlin je uspio zatočiti Morganu u Avalonu, ali time je doveo do njezinog tjelesnog spajanja s njim samim. Merlin i Morgana su postali dvije duše u jednom tijelu, koje je mijenjalo lik kako je koja osobnost upravljala tijelom. Svjestan kakvu bi štetu Morgana mogla izazvati, Merlin je odlučio nikada više ne napustiti Avalon.
Krajem 20. stoljeća, Martin Mystère i Java su uspjeli ući u Avalon kako bi od Merlina zatražili savjet kako da spase svog prijatelja Roberta Rhodesa koji je iščezao u jednoj drugoj "vremenskoj komori". No Morgana je tada preuzela kontrolu nad Merlinovim tijelom i pobjegla iz Avalona, zatvorivši Javu i Martina u Annwnu.
Morgana se tada uputila u Castel del Monte. Ondje se pretvorila u buldožer kako bi postavila jedan megalit što bi dovelo do ubrzanja vremena i dolaska Wastelanda. No Java je uspio pobjeći iz Annwna i omeo njezin plana napavši ju. Morgana ga je porazila, ali se tada pojavio Martinov neprijatelj Sergej Orloff, koji ju je zaustavio pucavši u nju iz murchande, laserskog oružja s izgubljenog kontinenta Mu. Merlin je tada preuzeo kontrolu nad tijelom i iščezao, vjerujući da je Morgana zauvijek poražena. No nije bilo tako.
Orloffov hitac iz murchande je zapravo doveo do fizičkog razdvajanja Morgane i Merlina, što je Merlina uputilo u kraljevstvo vila pod vlašću kralja Oberona, dok je Morgana ostala na Zemlji. Zahvaljujući svojim moćima, Morgana je utemeljila tvrtku za tehnološki razvoj, nazvavši ju "Mystech, tomorrow technology".